# Камб'я (волость, 1991)
Ка́мб'я (ест. Kambja vald) — волость в Естонії, одиниця самоврядування в повіті Тартумаа з 16 травня 1991 по 21 жовтня 2017 року.

## Географічні дані
Площа волості — 189,2 км2, чисельність населення на 1 січня 2017 року становила 2557 осіб.

## Населені пункти
Адміністративний центр — селище Камб'я (Камб'я alevik).
На території волості також розташовувалися 30 сіл (küla):
Аакару (Aakaru), Вана-Куусте (Vana-Kuuste), Вірулазе (Virulase), Віснапуу (Visnapuu), Івасте (Ivaste), Каатсі (Kaatsi), Каванду (Kavandu), Каммері (Kammeri), Кирккюла (Kõrkküla), Кодіярве (Kodijärve), Куллаґа (Kullaga), Лаллі (Lalli), Мадізе (Madise), Мяекюла (Mäeküla), Оомісте (Oomiste), Паалі (Paali), Палумяе (Palumäe), Панґоді (Pangodi), Пуллі (Pulli), Пюгі (Pühi), Раанітса (Raanitsa), Ребазе (Rebase), Реоласоо (Reolasoo), Рійвіку (Riiviku), Сіпе (Sipe), Сірваку (Sirvaku), Сулу (Sulu), Сууре-Камб'я (Suure-Kambja), Талвікезе (Talvikese), Татра (Tatra).

## Історія
16 травня 1991 року Камб'яська сільська рада перетворена у волость зі статусом самоврядування.
22 червня 2017 року Уряд Естонії постановою № 101 затвердив утворення нової адміністративної одиниці шляхом злиття самоврядувань Камб'я та Юленурме, визначивши назву нового муніципалітету як волость Камб'я. Волосна рада Камб'я, не бажаючи добровільно об'єднуватися, оскаржувала примусове злиття у Верховному суді, проте судова колегія конституційного нагляду залишила рішення Уряду без змін. Об'єднання волостей набрало чинності 21 жовтня 2017 року після оголошення результатів виборів до волосної ради нового самоврядування.